# アントニオ・マチャドサントス
アントニオ・マチャドサントス（Antonio Machado Santos、1998年6月9日 - ）は、ラグビー・ヨーロッパ・スーパーカップ、ルシタノスXVに所属するラグビーユニオン選手。

## プロフィール
- ポルトガル出身[1]。
- ポジションはプロップ(PR)。
- 身長 186cm、体重 113kg
- ポルトガル代表キャップは8（2024年12月現在）でラグビーワールドカップ2023のポルトガル代表に選ばれた[2]。
- Spider Labsポルトガルオフィスに勤務しているソフトウェアエンジニアでもある[3]。

## 略歴
2021年、ルシタノスXVに加入。